# Amédée Marc
 (mars 2018).
Pour les articles homonymes, voir Marc.
Amédée Marc, né le 6 février 1802 à Rouen et mort à Paris le 4 février 1870, est un juriste et industriel français des chemins de fer.

## Biographie
D'une famille normande catholique et royaliste, Amédée Marc est le fils de Pierre Jacques Marc, notaire royal et juge au tribunal de Rouen, et de Célestine Victoire Maillard, et le neveu du baron Michel Pierre Le Cousturier de Courcy. Après avoir suivi son droit et obtenu sa licence, il entre dans la magistrature comme juge auditeur au tribunal civil de Mantes en 1825, puis passe substitut du procureur du roi à Mantes en 1828 . Occupant ce dernier emploi lors des événements de juillet 1830, il donne sa démission de la magistrature pour ne pas servir le nouveau régime et s'inscrit au barreau en tant qu'avocat.
Avec son frère Edmond, officier de la chambre du roi Charles X qu'il accompagnera en exil après 1830, ils apportent leur aide à la seconde épouse de leur père dans la restauration du château de Nagel. Très catholique, leur belle-mère y reçoit régulièrement Mgr de Quélen, Mgr Olivier, Mgr Dupanloup, l'abbé Pététot (restaurateur et supérieur général de l'Oratoire) ou bien l'abbé Gaidechen (sauvé de l'échafaud par sa famille), etc. Les Marc fréquentent le centre de l'opposition légitimiste local au château voisin de Glisolles, chez l'ancien ministre, le duc de Clermont-Tonnerre.
Membre de la Société d'agriculture, sciences, arts et belles-lettres du département de l'Eure, il est le cofondateur l'Académie ébroïcienne en 1832, dont il devient le secrétaire perpétuel. Il est également membre de la Société des sciences et lettres de Loir-et-Cher et de la Société française de statistique universelle.

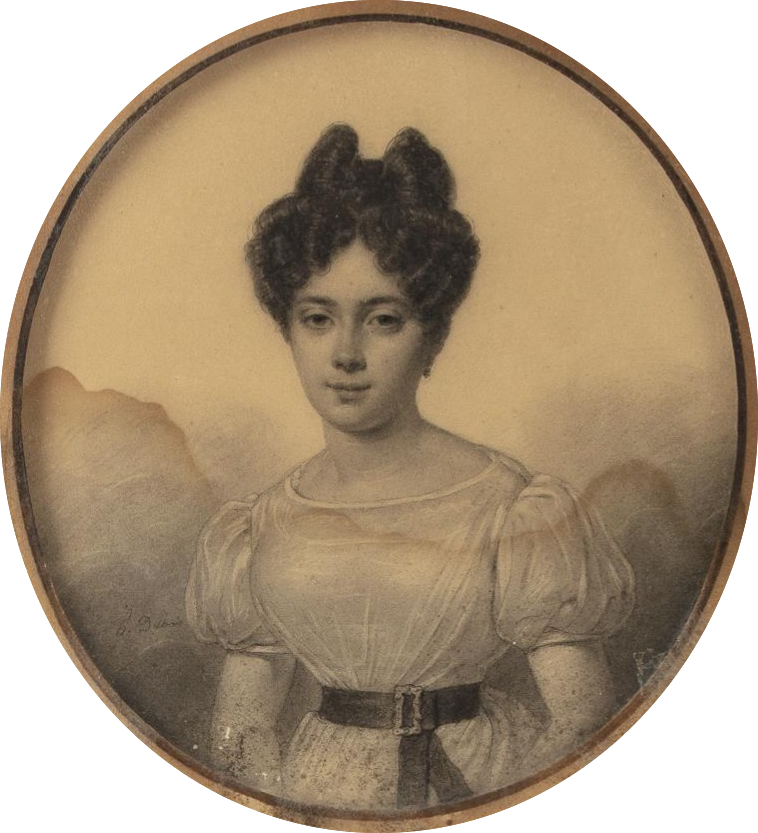
Portrait de son épouse.

Il épouse en 1833 Françoise Homberg, fille de l'armateur et banquier havrais Auguste Henri Homberg (1771-1835) et nièce du baron Jean Joseph de Boissieu, dont il a huit enfants. Il est le grand-père de l'abbé Henri de Genouillac et de Mme Maxime Legendre.
Secrétaire général et administrateur de la Compagnie du chemin de fer du Centre, directeur de la Compagnie du Centre et de la Compagnie du chemin de fer de Paris à Orléans, Marc prend part à la fusion dans la Compagnie d'Orléans en 1852. Il est le secrétaire général, puis directeur-général et administrateur délégué de la Compagnie d'Orléans. Il conduit à l'ouverture de plusieurs lignes, notamment celle de Saint-Cyr à Granville. Il est membre du Cercle des chemins de fer. Son beau-frère, Jean-Baptiste Julien Le Cornier de Cideville, héritier du château de Montois, sera contrôleur principal des finances, avant d'intégrer la Compagnie des chemins de fer d'Orléans à ses débuts en tant que chef de service.
Il est commanditaire de l'« Imprimerie centrale des chemins de fer » (imprimerie Chaix) en 1845,.
Il est fait chevalier de l'ordre de la Légion d'honneur le 3 octobre 1850.
Propriétaire du château de Fay, il est membre du Conseil général de l'Orne pour le canton de Moulins-la-Marche de 1858 à 1870.

## Distinctions
- Chevalier de la Légion d'honneur (1850)

## Publications
- Examen de l'ordonnance du 31 juillet 1833 sur la police de l'Iton (1839)
- Observations sur le projet de règlement d'administration publique... présentées par la Compagnie du chemin de fer de Paris à Orléans (1843)
- Observations des compagnies de chemins de fer d'Orléans et du centre sur le projet de règlement d'administration publique pour la police, la sûreté et l'exploitation des chemins de fer (1846)
- Chemins de fer de Paris à Avignon. Lettres adressées au rédacteur du "Journal des chemins de fer" (1849)
- Question du transport des dépêches sur les chemins de fer concédés et à concéder, lettre à M. le rapporteur du projet de loi sur le chemin de fer de l'Ouest (1851)
- Du Projet de réforme des cahiers de charges qui régissent les anciennes concessions de chemins de fer (1857)
- Chemins de fer normands (1859)
- Chemin de fer de Paris à Conches. Nécessité d'exécution immédiate pour diminuer le prix de transport de la houille aux usines métallurgiques du groupe de Laigle et de Rugles... Chemin de fer de Laigle à Conches... 2e [-3e] article (1860)
- Des Nouveaux projets de chemins de fer pour l'année 1861 (1861)
- Projet de résolution sur la question des chemins de fer (1861)
- Observations présentées aux Commissions d'enquête de l'Orne et de l'Eure sur le raccordement du chemin de fer de Laigle à Conches ou à Romilly et sur l'exécution de la loi du 11 juin 1859 (1861)
- Chemins de fer bas-normands. 1re section. D'Argentan sur Paris et sur Rouen. Ligne de Laigle à Conches... Quelques réflexions par M. Marc
- Les Enfants de la province sur le pavé de Paris, simple histoire de deux jumeaux franc-comtois, racontée à la distribution des prix de l'école communale de Fay, le 17 août 1862 (1863)
- Note sur la situation du chemin de fer de Dreux à Argentan et à Granville et au chemin de fer de Laigle à Conches et à Rouen (1865)
- Conseil général de l'Orne. Session de 1866. Note sur la situation des chemins d'intérêt commun et des chemins de petite communication... Questions d'entretien et de construction nouvelle (1866)
- Note sur la situation des chemins d'intérêt commun et des chemins de petite communication ... Questions d'entretien et de construction nouvelle (1866)
- Conseil général de l'Orne. Rapport de M. Marc sur le programme impérial relatif aux chemins vicinaux. Enquête sur les chemins vicinaux. Commission cantonale de Moulins-la-Marche (Orne). Observations générales... (1867)
- Rapport de M. Marc sur le programme impérial relatif aux chemins vicinaux (1867)
- Comice agricole de Mortagne. Trois lettres adressées par M. Marc à M. Dugué de La Fauconnerie au sujet du nouveau règlement voté sur sa proposition par l'Assemblée générale du 4 avril 1868 (1868)
- Lettre à M. le rédacteur de l'"Écho de l'Orne" sur le nouveau comice agricole de Mortagne et sur la présidence de M. Dugué de La Fauconnerie (1868)
- Note sur les deux projets du chemin de fer : 1° de Condé à Mortagne et à Alençon ; 2° d'Orléans à Mortagne et à Lisieux (1869)
- Conseil général de l'Orne. Session extraordinaire du 11 janvier 1869. Note sur les deux projets du chemin de fer : 1° de Condé à Mortagne et à Alençon ; 2° d'Orléans à Mortagne et à Lisieux ... (1869)
- Enquête sur le projet de chemin de fer d'Orléans à la mer, seconde note sur l'état actuel de la question dans le département de l'Orne ... (1869)
- Recueil de jurisprudence sur les tarifs différentiels appliqués aux transports par chemin de fer, précédé d'une notice historique sur l'état de la question (1872 - publié par Auguste Pinel)
- La Question des chemins de fer après l'élection d'un député dans le département de l'Orne (1860)
- Lettre à M. Roulleaux-Dugage... rapporteur du Corps législatif sur le projet de chemin de fer de Caen à Flers (session de 1860), par M. Marc, membre du Conseil général de l'Orne et rapporteur... dudit Conseil sur le chemin de fer de Paris à Granville (sessions de 1858 et 1859) [15 juillet 1860] suivie de la Pétition de la ville de Laigle au Sénat et de la statistique industrielle de Laigle et environs

## Sources
- Annuaire du Cercle des chemins de fer de 1861 - BdF cote V 29071
- Didot-Bottin Annuaire-Almanach du commerce Paris 1862
- André Delavenne - Recueil généalogique de la bourgeoisie ancienne. Paris 1954.
- Charles-Alexandre Geoffroy de Grandmaison, Notes sur les seigneuries et le château de Nagel, 1889 (Gallica)